# Khiên Guiana

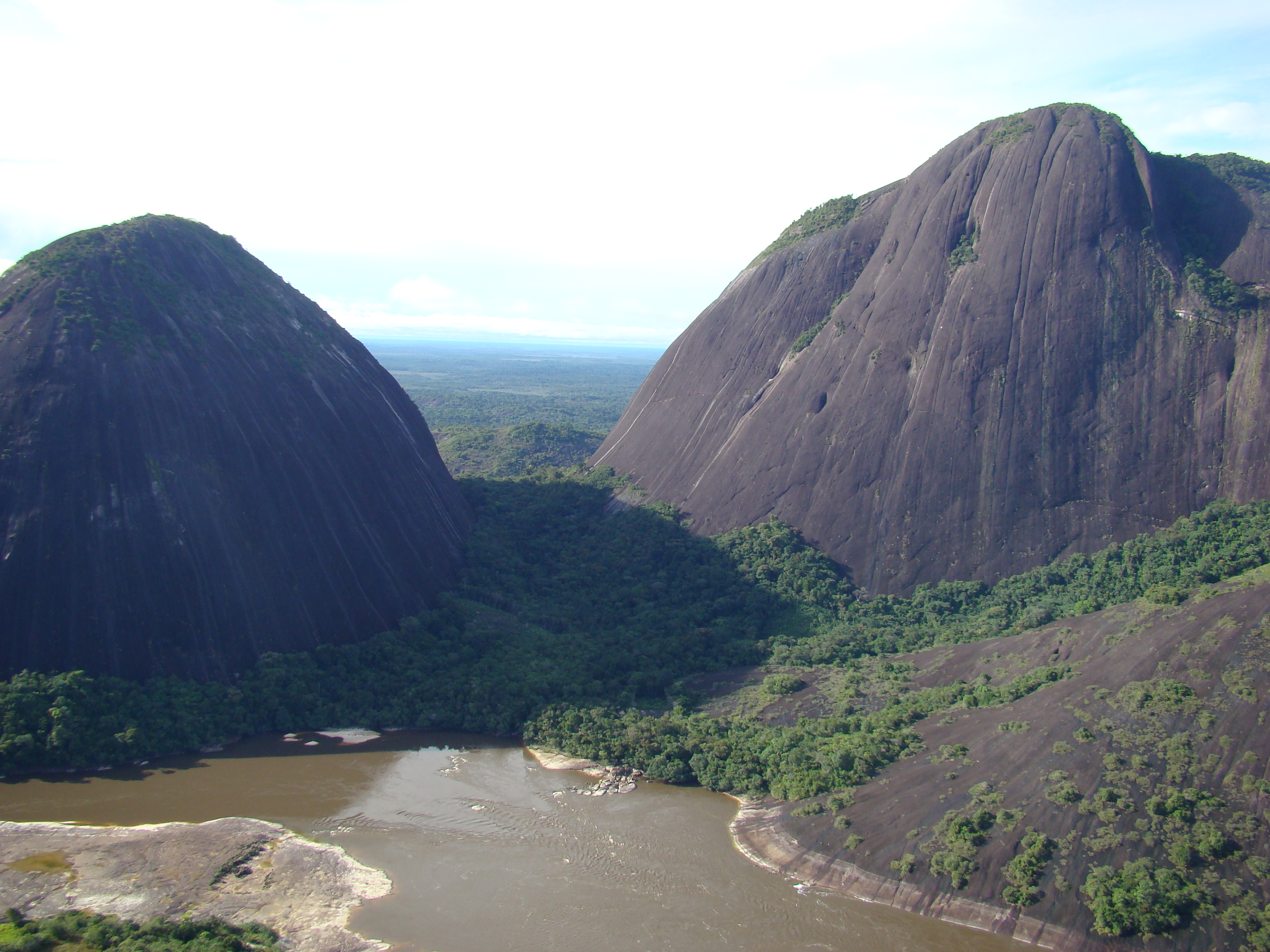
Cerros de Mavecure, Vùng Guainía, Colombia

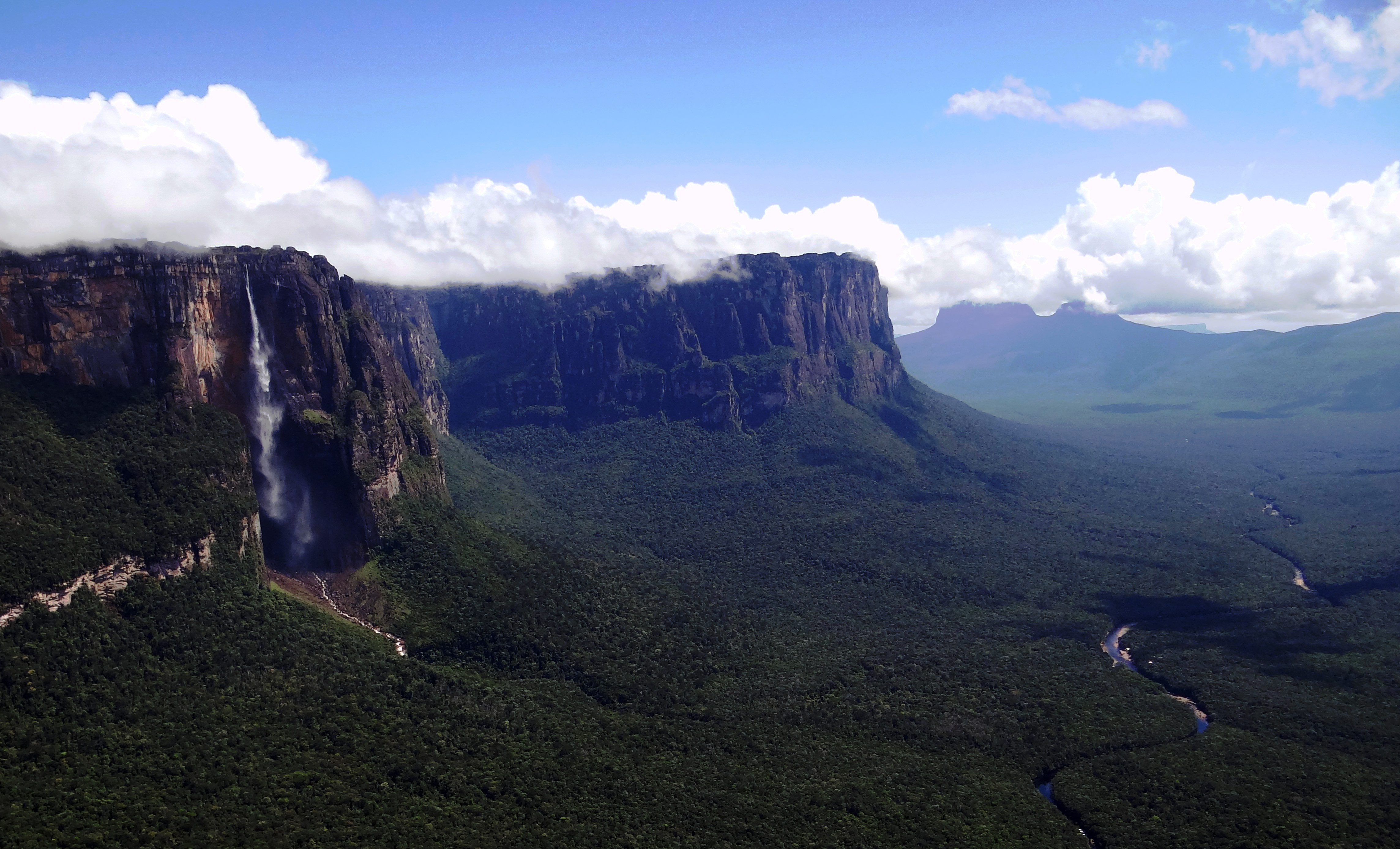
Hẻm núi Quỷ trong Công viên Quốc gia Canaima, Venezuela

Bản đồ của Guianas

Khiên Guiana  là một trong ba craton của mảng Nam Mỹ. Nó là một địa chất 1,7 tỷ tuổi hình thành ở giai đoạn tiền Cambri ở phía đông bắc Nam Mỹ hình thành một phần của bờ biển phía bắc. Độ cao cao hơn trên khiên được gọi là Cao nguyên Guiana, nơi tìm thấy những ngọn núi giống như cái bàn gọi là tepuis. Cao nguyên Guiana cũng là nguồn gốc của một số thác nước ngoạn mục nhất thế giới như Thác Angel, Thác Kaieteur và Thác Kuquenan.
Khiên Guiana làm nền cho Guyana (trước đây là Guiana của Anh), Suriname (trước đây là Guiana của Hà Lan) và Guiana thuộc Pháp (hoặc Guyane), phần lớn miền nam Venezuela, cũng như một phần của Colombia và Brazil. Các khối đá của Guiana Shield bao gồm các thiên thạch và metavolcanics (đá xanh) được bao phủ bởi các lớp sa thạch, thạch anh, đá phiến và các tập đoàn nằm ngang xâm nhập với các nền đá xâm nhập trẻ như gabbros.